# Michael B. Tretow
Bo Michael Tretow, dit Michael B. Tretow, né le 20 août 1944 à Norrköping (comté d’Östergötland) et mort le 20 mai 2025 à Stockholm, est un musicien suédois, compositeur, producteur de musique et ingénieur du son.
Surtout connu pour avoir travaillé avec le groupe de pop suédois ABBA de 1970 à 1982, et ensuite sur la comédie musicale Chess, Michael B. Tretow expérimente plusieurs techniques d'enregistrement, et joue un rôle essentiel dans la création du fameux « son-Abba ». Il compose également plusieurs thèmes et tubes pour la radio et la télévision nationale suédoise.

## Discographie

### Comme artiste
- Mikael & Michael (1966, avec Mikael Ramel)
- Let's boogie (1976)
- Michael B. Tretow (1982)
- Tomteland (1985)
- Den makalösa manicken (1986, sous le pseudonyme Professorn)
- Trafik-Trolle (début 1980s)
- Caramba (en) (1981, avec Ted Gärdestad)
- Hystereo Hi-lites (1989)
- Greatest Hits (1999)

### Comme producteur
- Lena Andersson: Det Bästa Som Finns (1977)
- ABBA : Gracias Por La Música (en) (1980)
- ABBA : ABBA Live (1986)
- Big Money : Lost In Hollywood (1992)
- Big Money : Moonraker (1994)

### Comme ingénieur du son
- Pugh Rogefeldt : Ja, dä ä dä! (1969)
- Björn Ulvaeus & Benny Andersson : Lycka (en) (1970)
- Lena Andersson : Lena 15 (1971)
- Lena Andersson : Lena (1971)
- Ted Gärdestad : Undringar (en) (1972)
- Lena Andersson : 12 Nya Visor (1972)
- Björn & Benny, Agnetha & Frida (ABBA) : Ring Ring (1972-1973)
- Ted Gärdestad : Ted (en) (1973)
- Svenne & Lotta (en) : Oldies But Goodies (1973)
- ABBA (Björn & Benny, Agnetha & Frida) : Waterloo (1974)
- Ted Gärdestad : Upptåg (en) (1974)
- Svenne & Lotta : 2/Bang-A-Boomerang (1975, ingénieur et coproducteur)
- ABBA : ABBA (1975)
- ABBA : Greatest Hits (en) (1975-1976)
- Anni-Frid Lyngstad: Frida ensam (en) (1975)
- ABBA : Arrival (1976)
- Ted Gärdestad : Franska Kort (en) (1976, ingénieur et coproducteur)
- Svenne & Lotta : Letters (1976, ingénieur et coproducteur)
- ABBA : The Album (1977)
- ABBA : Voulez-Vous (1979)
- ABBA : Greatest Hits Vol. 2 (1979)
- ABBA : Super Trouper (1980)
- Ted Gärdestad : I'd Rather Write a Symphony (en) (1980, ingénieur et coproducteur)
- Agnetha & Linda : Nu tändas tusen juleljus (album) (en) (1980/1981, ingénieur et coproducteur)
- ABBA : The Visitors (1981)
- Ted Gärdestad : Stormvarning (en) (1981, ingénieur et coproducteur)
- ABBA : The Singles: The First Ten Years (en) (1982)
- Agnetha Fältskog : Wrap Your Arms Around Me (en) (1983)
- Various Artists : Original Cast Recording, Musical Chess (1984)
- Agnetha Fältskog : Eyes of a Woman (en) (1985)
- Gemini (en) : Gemini (en) (1985)
- Agnetha & Christian : Kom följ med i vår karusell (en) (1987, ingénieur et coproducteur)
- Gemini : Geminism (en) (1987)
- ABBA : ABBA Gold - Greatest Hits (1992)
- ABBA : More ABBA Gold: More ABBA Hits (1993)
- ABBA : Thank You for the Music (en) (1994)
- Agnetha Fältskog : My Colouring Book (en) (2004)

## Sources
- (sv) Michael B Tretow, article sur le site de la Nationalencyklopedin